# (121022) Galliano
(121022) Galliano est un astéroïde de la ceinture principale.

## Description
(121022) Galliano est un astéroïde de la ceinture principale. Il fut découvert par le programme OCA-DLR Asteroid Survey (ODAS) le 20 janvier 1999 à Caussols. Il présente une orbite caractérisée par un demi-grand axe de 2,39 UA, une excentricité de 0,131 et une inclinaison de 3,27° par rapport à l'écliptique.
Il fut nommé en l'honneur du musicien français Richard Galliano (né en 1950), accordéoniste influencé par son mentor Astor Piazzolla, il inventa une forme moderne du musette tout en jouant une grande variété de styles musicaux (musette, jazz, classique…). Son mentor fut également honoré par l'astéroïde (12102) Piazzolla, dont le numéro est le début de 121022.

## Compléments